# Legion Puławski

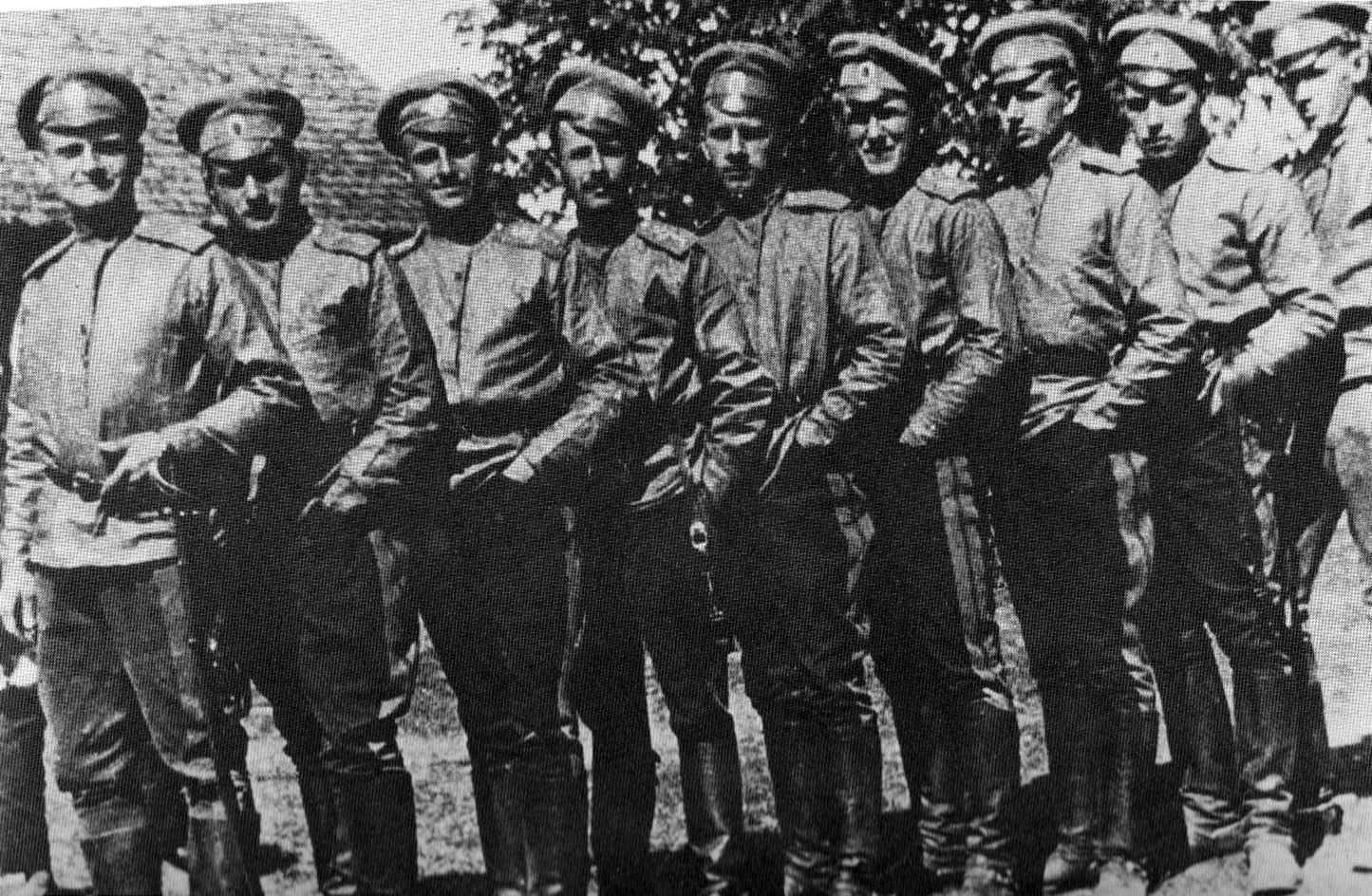
Oficerowie Legionu Puławskiego

Legion Puławski (właściwie I Legion Polski, 739 Nowoaleksandryjska Drużyna) – polska formacja zbrojna utworzona w czasie I wojny światowej pod auspicjami Komitetu Narodowego Polskiego, licząca ok. tysiąca ochotników; walczyła w składzie armii rosyjskiej przeciwko Niemcom na froncie wschodnim.

## Początki
14 sierpnia 1914 z inicjatywy Wielkiego Księcia Mikołaja Mikołajewicza została wydana odezwa o zjednoczeniu ziem polskich pod berłem carów. Głosiła „Nie zardzewiał jeszcze miecz, który poraził wroga pod Grunwaldem”. Akt nie spotkał się z uznaniem, jednak tworzono oddziały ochotników. Pierwszym, który wystąpił z inicjatywą tworzenia oddziałów polskich w Rosji był kielczanin Bonawentura Snarski. Oddział utworzony w sile ok. 200 żołnierzy został skierowany na front pod Pajęczno. Rosjanie używali go do rozpoznania, w związku z tym poniósł duże straty i został rozwiązany. Szerszą próbę tworzenia oddziałów podjęli posłowie do carskiej Dumy Wiktor Jaroński i Zygmunt Balicki, następnie Bolesław Matuszewski. Zakończyły się one fiaskiem. Podobne starania ziemianina powiatu szawelskiego Witolda Ostoja-Gorczyńskiego przyniosły powodzenie. Razem z Gorczyńskim o tworzenie oddziałów polskich wystąpiło 18 września dowództwo Frontu Południowo-Zachodniego, stacjonujące wtedy w Chełmie.
31 października 1914 W. Gorczyński otrzymał telegram od dowódcy Frontu Południowo-Zachodniego: „zwierzchni wódz zezwolił panu na formowanie Legionu, polecił przybyć do kwatery głównej” znajdującej się w Baranowiczach. 9 listopada Gorczyński otrzymał patent, w którym szef sztabu Stawki gen. Nikołaj Januszkiewicz dawał mu prawo do formowania „polskich drużyn” (rozumianych jako bataliony). Zgodnie z ustaleniami Gorczyńskiego z przedstawicielem Frontu gen. M. Pustowojtenko formowane oddziały nazwano Legionami. W myśl dokumentu parafowanego przez Mikołaja Mikołajewicza 17 listopada 1914 tworzone oddziały miały, jako Legiony ochotniczo, do zadań partyzancko-wywiadowczych, skierowane do działań rozpoznawczych i dywersyjnych, operować grupami na tyłach i skrzydłach nieprzyjaciela. Nie były to wojska regularne, a warunki służby w nich mało atrakcyjne. W listopadzie opiekę nad oddziałem przyjął Komitet Narodowy Polski kierowany przez Romana Dmowskiego. 21 listopada na miejsce formowania Legionu wyznaczono pomieszczenia Instytutu Agronomicznego i Leśnego w Puławach (ówczesna Nowo-Aleksandria). Na początku grudnia 1914 do Puław przetransportowano około 40 ochotników zwerbowanych w Brześciu Litewskim i około 30 w Chełmie, którzy razem z ochotnikami przebywającymi już w tym mieście utworzyli 1 kompanię pod dowództwem kpt. Aleksandra Maciejewskiego. Od początku organizacji przyszli legioniści borykali się z dużymi trudnościami, brakowało bowiem mundurów, płaszczy i butów. Lepiej pod tym względem prezentowali się ochotnicy z Brześcia, którzy ku zawiści ochotników z Chełma byli umundurowani w czamary koloru marengo, buty z cholewami i częściowo w płaszcze.
Jeszcze w grudniu próbowano zorganizować normalne szkolenie wojskowe zebranej w Puławach grupy ochotników, lecz napotkano na wiele trudności, których dowództwo Legionu, bez pomocy wojsk rosyjskich nie było w stanie rozwiązać. Rosjanie bowiem opóźniali dostawy uzbrojenia i umundurowania. Kiedy na początku stycznia nadeszły pierwsze transporty, wyposażenie było niekompletne i nie najlepszej jakości. Braki w umundurowaniu oraz wyposażeniu sprawiały legionistom wiele kłopotów w czasie szkolenia, pełnienia służby garnizonowej i wewnętrznej. Karabiny kawaleryjskie, które otrzymali legioniści, były wprawdzie z bagnetami, ale nie miały pochew na bagnety, co zmuszało do noszenia ich za pasem głównym. Było to nie tylko niewygodne, ale także niebezpieczne, ponieważ mogło dojść do groźnego w skutkach zranienia. Dodatkowym utrudnieniem podczas prowadzenia szkolenia była nieznajomość polskich komend wojskowych, a rosyjskich legioniści nie chcieli respektować.

## Rozbudowa Legionu

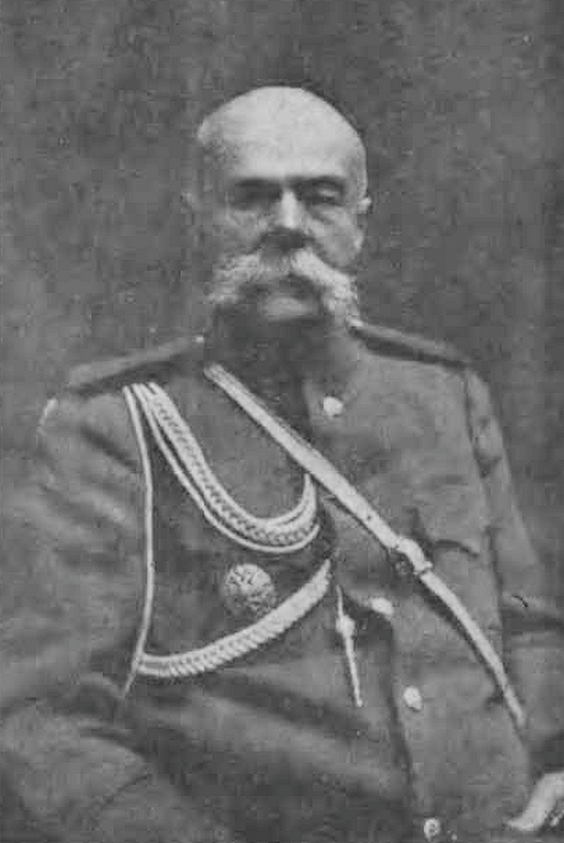
gen. Edmund Świdziński

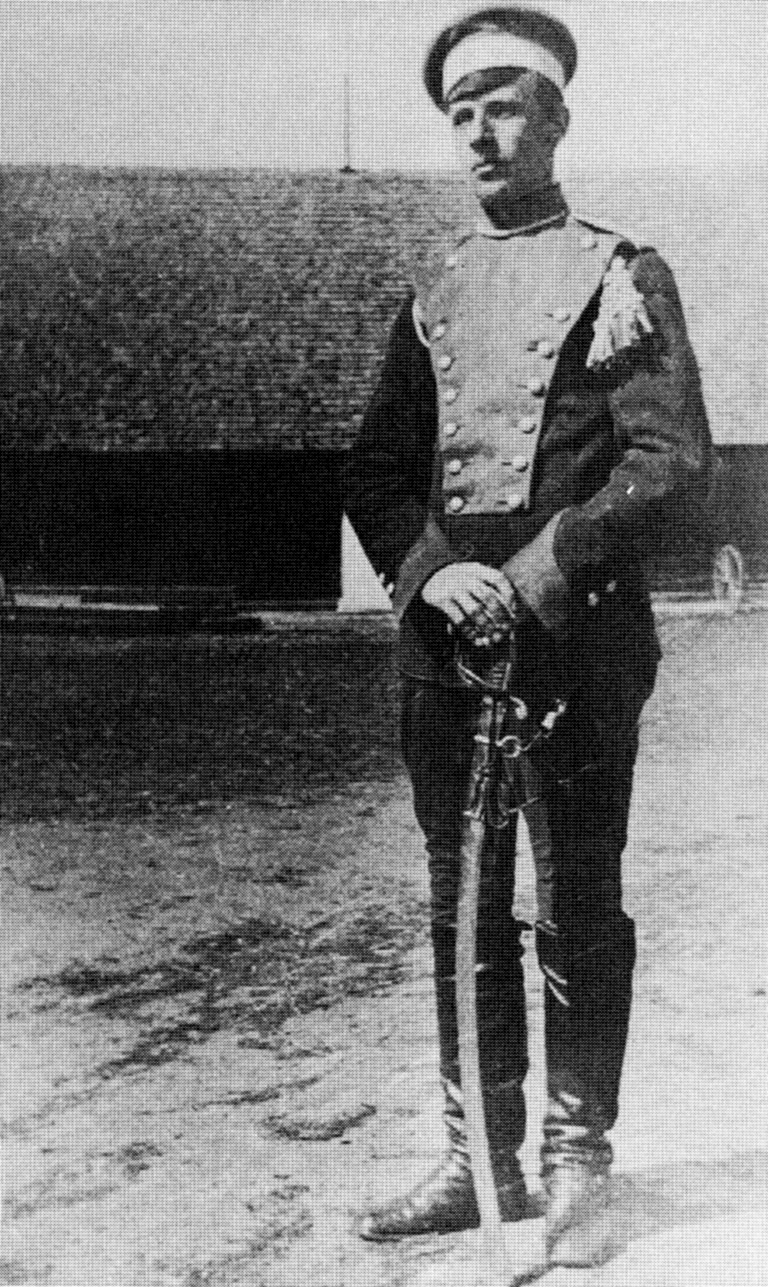
Ułan 1. szwadronu w mundurze wyjściowym

Sytuacja uległa znacznej poprawie w 1915, kiedy 13 stycznia, z upoważnienia KNP, organizację legionów przejął specjalnie do tego powołany Komitet Organizacyjny Legionów Polskich (od 7 lutego Komitet Organizacyjny Polskich Drużyn Ochotniczych), na którego czele stanął generał Edmund Świdziński – noszący tytuł Naczelnika Organizacji Legionów Polskich. W skład Komitetu weszli ponadto jeszcze dwaj oficerowie zawodowi: gen. ppor. Ludomir Stępowski-Junosza i gen. ppor. Piotr Szymanowski oraz cztery osoby cywilne: Zygmunt Balicki, Konstanty hr. Plater-Broel, Antoni Sadzewicz oraz Witold Ostoja-Gorczyński, który w sztabie armii rosyjskiej w Baranowiczach uzyskał zezwolenie na prowadzenie werbunku, a wkrótce nominację na „naczelnika” (W. Gorczyński wycofał się z działalności w Legionach). Komitet prowadził ożywioną działalność w siedmiu sekcjach: werbunkowej, finansowej, informacyjno-prasowej, technicznej, wojskowej, gospodarczej i sanitarnej. Najlepiej funkcjonowała Sekcja Wojskowa kierowana przez gen. Edmunda Świdzińskiego.
Nominalnym naczelnikiem był wprawdzie Witold Ostoja-Gorczyński, ale dowódcą I Legionu Polskiego, zwanego potocznie Legionem Puławskim, mianowano 13 stycznia 1915 ppłk. Antoniego Reutta, oficera armii czynnej. W związku z dalszym napływem ochotników, podjęto również decyzję o tworzeniu 2 Legionu w Lublinie, zwanego skrótowo „2 Legion” do którego gen. Świdziński 4 lutego 1915 skierował 800 zwerbowanych ochotników, oraz o formowaniu dwóch szwadronów ułanów w Krępie i Ksawerynowie pod Maciejowicami, gdzie skierowano około 300 ochotników.
Dokonane zmiany organizacyjne oraz nowy status legionów przyspieszyły napływ ochotników. Sekcja Werbunkowa zorganizowana w Warszawie, zwana również Głównym Biurem Werbunkowym, nadzorowała działalność siedmiu terenowych biur werbunkowych powołanych w Warszawie, Łomży, Siedlcach, Suwałkach, Lublinie, Płońsku i Kijowie. Ten ostatni utworzono z myślą o Polakach przebywających na terenie Rosji. W Odessie miejscowa Polonia wystąpiła z prośbą do dowódcy okręgu wojskowego o wydanie zezwolenia na organizację poboru ochotników do legionów polskich. Próby rekrutacji na terenie Rosji zakończyły się ostatecznie niepowodzeniem, przede wszystkim z powodu nieprzejednanego stanowiska rosyjskich władz wojskowych. Podobnym fiaskiem zakończyła się próba wcielenia do legionów jeńców austriackich narodowości polskiej.
W wymienionych ośrodkach werbunkowych dopełniano tylko formalności związanych ze stwierdzeniem stanu zdrowia, a zakwalifikowanych odsyłano do Puław, gdzie po przedstawieniu odpowiednich dokumentów byli kierowani do poszczególnych pododdziałów zgodnie z posiadanymi kwalifikacjami. Codziennie zgłaszało się średnio około 100 ochotników. Największą grupę stanowili ochotnicy roczników poborowych, którzy unikali w ten sposób służby w wojsku rosyjskim. Do formujących się polskich oddziałów zgłaszali się także chłopcy w wieku 18 lat (przeważnie uczniowie szkół średnich) oraz osoby starsze spośród inteligencji urzędniczej. Żołnierze rekrutowali się głównie z chłopów i robotników (głównie Warszawy) oraz drobnych rzemieślników. Trafiali więc do legionu: piekarze, blacharze, ślusarze, kowale, szewcy, krawcy, bednarze, ludzie bez żadnego wyuczonego zawodu oraz liczny element z marginesu społecznego.
Do szwadronów kawalerii (ułanów) stawiali się ochotnicy, od których żądano by przybyli z własnym siodłem i uzdą. Znaleźli się więc w szeregach jako zwyczajni ułani ludzie z ziemiaństwa i inteligencji jak np. przyszły dowódca (w 1939) 1. pułku Ułanów Krechowieckich Jan Litewski i znany później tenor Mieczysław Salecki. Jednym z oficerów w 1. szwadronie był Ryszard Bolesławski (Wł. Srzednicki), aktor i reżyser MChAT później w Hollywood, który opisał dzieje szwadronu i pułku w swej książce wydanej po angielsku w Stanach Zjednoczonych The Way of the Lancer, używając jednak pseudonimów zamiast nazwisk swych braci-oficerów.
Formowanie I Legionu Polskiego (etat 17 oficerów i 909 szeregowych) zostało zakończone pod koniec stycznia 1915. Jednak w jego szeregach znalazło się około 1000 ochotników, ale początkowo tylko 800 otrzymało karabiny i amunicję. Natomiast wszyscy wyfasowali rosyjskie sorty mundurowe i od żołnierzy carskich można ich było odróżnić jedynie po noszonych na naramiennikach napisach „I LP” – Pierwszy Legion Polski. Mimo wcześniejszych uzgodnień i przyrzeczeń dowództwa rosyjskiego, legion nie otrzymał taborów oraz artylerii. Został natomiast wyposażony w karabiny maszynowe, ale w austriackie i to bez amunicji, dlatego też nie brały one udziału w walkach stoczonych przez legionistów.
Zgrupowani w Puławach żołnierze stanowili według etatów rosyjskich równowartość batalionu piechoty liniowej. W lutym Legion podzielono na cztery kompanie strzeleckie, pododdział łączności i kompanię karabinów maszynowych.

## Dalsze próby werbunku

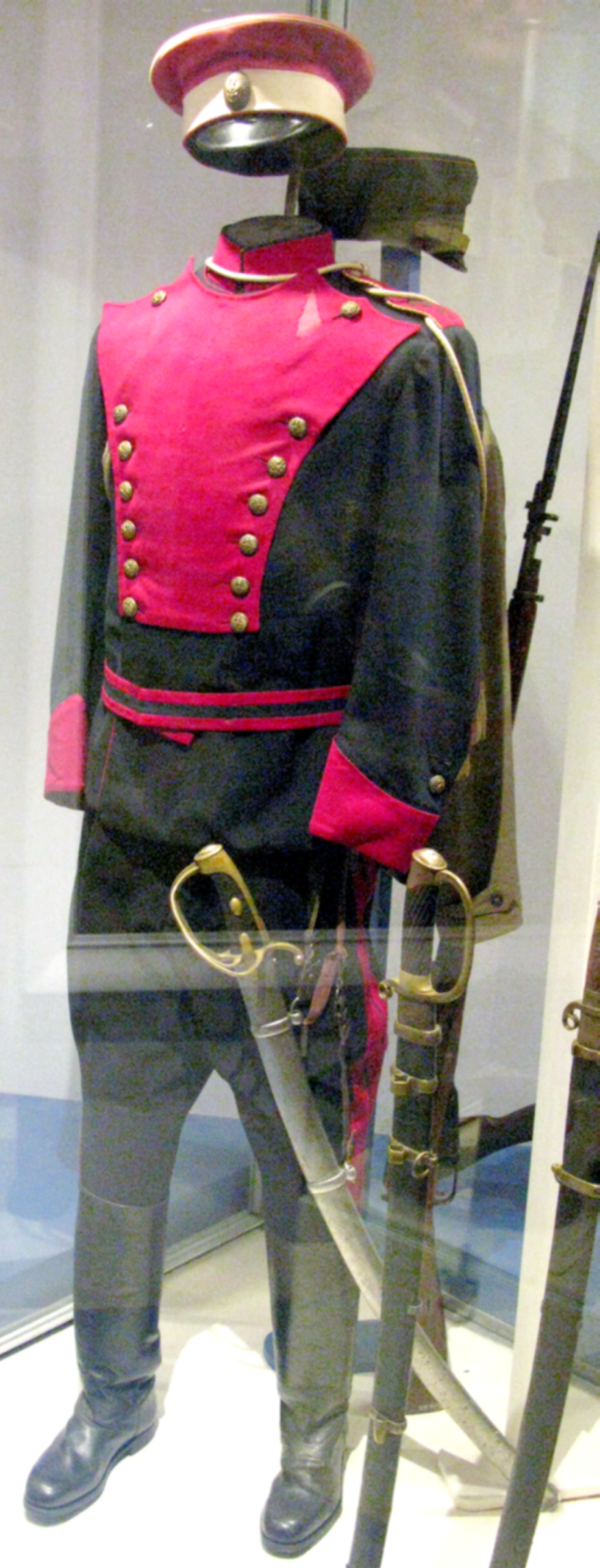
Mundur paradny ułana Legionu Puławskiego

Jeszcze w grudniu 1914 KNP zwrócił się do Polonii amerykańskiej z apelem o wstępowanie do legionów organizowanych po stronie rosyjskiej. Wiązano duże nadzieje z możliwościami kadrowymi Polonii amerykańskiej. Ostoja-Gorczyński liczył na aktywne poparcie amerykańskiego Związku Sokoła. W styczniu 1915 przybyli: Leon Sułkowski i Adam Trygar, obaj reemigranci ze Stanów Zjednoczonych, głównie w celu dokonania oceny szans rozwoju imprezy legionowej. Po zbadaniu sytuacji przesłali władzom Związku Sokoła zaszyfrowaną korespondencję. Nie doczekano się jednak masowego napływu ochotników zza oceanu. W konsekwencji do kraju przybyły, obok wymienionych, jeszcze tylko dwie osoby – Gabriel Pawłowski i Wawrzyniec Butkowski.
Początkowo liczono, że rosyjski Sztab Generalny zezwoli na przeniesienie z armii czynnej do legionów wszystkich oficerów Polaków, którzy wyrażą na to zgodę. Kiedy jednak zezwolenie otrzymało tylko paru oficerów, trzeba było należycie wykorzystać własne skromne kadry. Nieocenione usługi przy organizacji i szkoleniu pododdziałów oddali dwaj ochotnicy amerykańscy – kpt. Adam Trygar i kpt. Leon Sułkowski, którzy poza bogatym doświadczeniem instruktorskim wnieśli do Legionu ducha ofiarności i braterstwa broni.
W szkoleniu żołnierzy pomagali im nieliczni oficerowie przeniesieni z armii carskiej, a przede wszystkim por. Stanisław Wecki, który pełnił w batalionie funkcję adiutanta dowódcy.
Ćwiczenia z musztry batalionu, kompanii i plutonu odbywały się codziennie, z wyjątkiem świąt i niedziel. Kierował nimi por. Stanisław Wecki. Kompaniami strzeleckimi Legionu Puławskiego dowodzili kapitanowie: Witold Komierowski, Konrad Dołęga-Ossowski, Leon Sułkowski i Adam Trygar. Dowódcą kompanii karabinów maszynowych był ppor. Stanisław Jaworski, a pododdziału łączności – chor. inżynier Jan Wlekliński. Na czele służby sanitarnej stał lekarz Jan Załuska.
Stosunki wewnątrz Legionu były demokratyczne. Nawzajem zwracano się „druhu”, a oficerowie, jak i podoficerowie zwracali się do szeregowych przez „wy” i „druhu”, co odbiegało od stosunków panujących w armii carskiej, gdzie do szeregowców mówiono per „ty”. W połowie marca 1915 Legion Puławski był już nieźle przygotowany do prowadzenia działań bojowych, a jego żołnierze niecierpliwie oczekiwali skierowania na front.

## Dama Pikowa

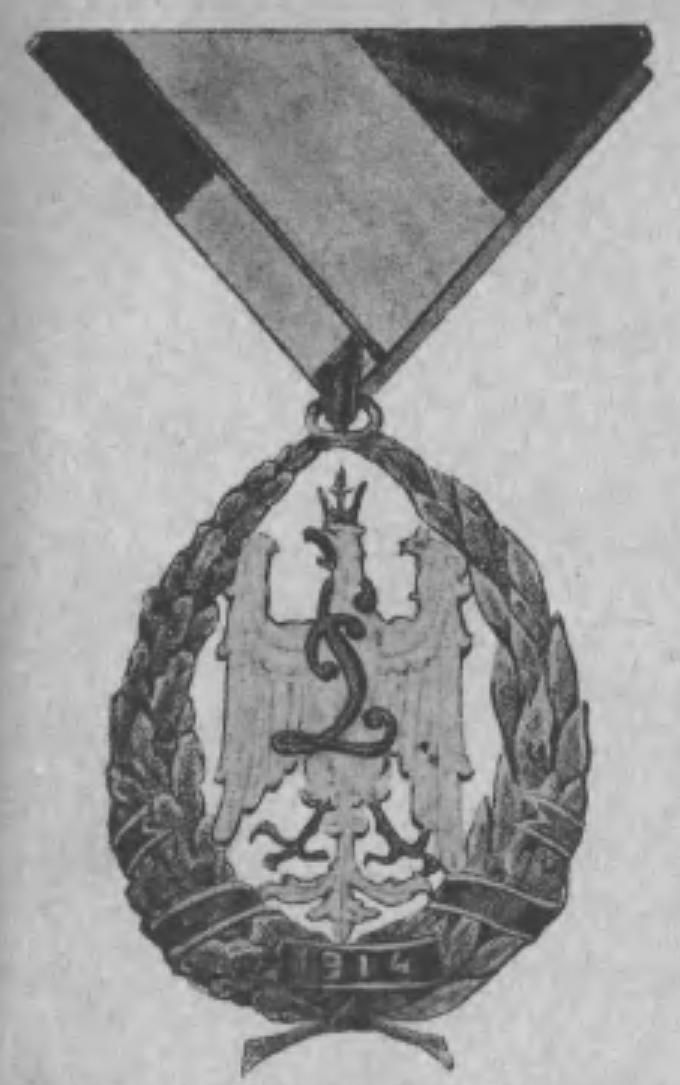
Odznaka pamiątkowa Legionu Puławskiego ustanowiona w 1918

Na postawę żołnierzy Legionu Puławskiego wpływ wywierała grupa funkcjonująca w niezalegalizowanym klubie o nazwie „Dama Pikowa”. W okresie początkowym, gdy Legion kwaterował jeszcze w Puławach, działalność klubu koncentrowała się na życiu towarzyskim, na urozmaicaniu chwil wolnych od zajęć służbowych.
Po wyjeździe na front 20 marca 1915, w działalności klubu zaznaczyły się akcenty patriotyczne. Już w czasie przejazdu członkowie „Damy Pikowej” brali udział w rozpowszechnianiu zmyślonych informacji o tym, że Legion Puławski zostanie użyty na wschodniokarpackich odcinkach frontu i będzie musiał uczestniczyć w bratobójczych walkach z jednostkami taktycznych Brygad Legionów Polskich Karola Trzaski-Durskiego i Józefa Hallera. Na tę informację w legionie ukształtowała się napięta sytuacja, dlatego też transporty z żołnierzami tej jednostki zatrzymano w Chełmie, a następnie skierowano pośpiesznie na zachód. Formacja przewidziana do służby garnizonowej we Lwowie znalazła się w konsekwencji na przeciwniemieckim odcinku linii frontowej.

## Likwidacja i walki Legionu
Wskutek nieprzychylnych knowań różnych osobistości, car Mikołaj II wydał ukaz zakazujący dalszego organizowania oddziałów polskich, i wcielenia istniejących do pospolitego ruszenia. Na mocy rozkazu z 5 lutego (starego stylu), Legion Puławski stał się oficjalnie 739 drużyną nowoaleksandryjską, a Legion Lubelski – 740 drużyną lubelską w ramach 104 Brygady Państwowego Pospolitego Ruszenia; szwadrony jazdy zaś przemianowane zostały na 104 i 105 sotnie konne pospolitego ruszenia. Oddziały wyłączono spod gestii KPN i podporządkowano warszawskiemu generałowi gubernatorowi – gen. P. Jengałyczewowi. Cenzura rosyjska nie pozwalała na publikowanie w prasie nazwy „Legion”, a później blokowała też informacje o polskich drużynach. Formalnie Legiony Polskie zostały przez to zlikwidowane; mimo to, żołnierze I Legionu nie akceptowali nowej nazwy i jednostka nadal określana była nieoficjalnie w taki sposób. Zachowano też w korespondencji wewnętrznej i komendzie polski język.  KPN nie widząc żadnych szans, odciął się od dalszych starań na rzecz tworzenia oddziałów polskich. 27 marca 1915 rozwiązano Komitet Organizacyjny Polskich Drużyn Ochotniczych.
Władze rosyjskie utrudniały dalsze formowanie i wyposażanie oddziałów polskich, wobec tego 27 marca gen. Świdziński podał się do dymisji. Funkcje organizacyjne oddziału przejął sztab 104 Brygady Pospolitego Ruszenia, której dowódcą 30 marca został gen. ppor. jazdy Piotr Szymanowski. Z brygady wyłączono jednak dawny I Legion, skierowany na front. W związku z odwrotem rosyjskim i faktycznym zaprzestaniem formowania polskich drużyn, sztab brygady rozwiązano 20 lipca 1915, a resztki dawnego Legionu Lubelskiego wcielono jako uzupełnienie do Legionu Puławskiego. 

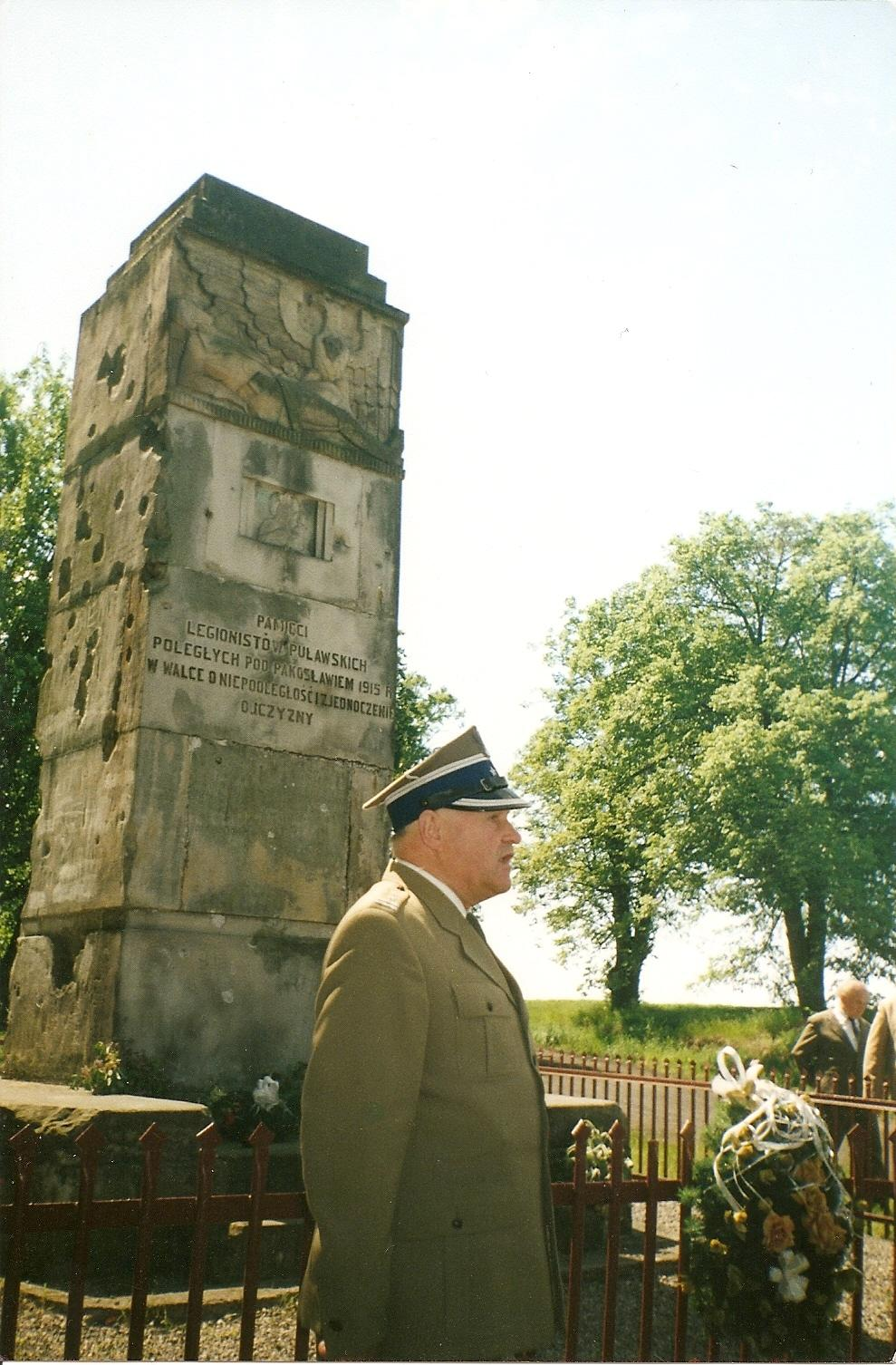
Pomnik Legionu Puławskiego w Pakosławiu

20 marca 1915 roku 739 drużyna nowoaleksandryjska pospolitego ruszenia – dawny I Legion, skompletowany do etatu batalionu piechoty (ok. 1000 żołnierzy, w tym 800 w pododdziałach liniowych), słabo uzbrojony, skierowano na linię frontu pod Fałków (powiat konecki), w składzie rosyjskiego Korpusu Grenadierów, a potem 18 maja pod Iłżę. 19 maja Legion wykonał nocny atak na pozycje niemieckie pod Pakosławiem zdobywając cztery pozycje okopów niemieckich, które musiał jednak opuścić, ponieważ oddziały rosyjskie sąsiadujące z lewa i prawa nie dotarły do pozycji niemieckich. Poniósł przy tym znaczne straty. Na 493 żołnierzy biorących udział w ataku, zginęło 42, 60 było rannych, a 11 zaginionych. Ranny też został płk Reutt. Na jego miejsce, dowództwo objął płk Jan Rządkowski.
15 czerwca Legion, w walce na bagnety, odrzucił Niemców spod Michałowa, a 17 lipca pod Władysławowem skutecznie osłaniał odwrót Rosjan. Dnia 20 lipca stoczył walkę pod Kolonią Chechelską, a 20 sierpnia pod Nurcem-Stacją, gdzie poniósł olbrzymie straty. Stoczył jeszcze bój pod Czeremchą – 24 sierpnia, w wyniku czego z batalionu pozostaje tylko 150 żołnierzy. Legion wycofał się w kierunku Sejn i 10 września zlikwidował zdobyty przez Niemców przyczółek mostowy na rzece Marycha.
Dnia 18 września resztki Legionu wycofane zostały z frontu i skierowane do Bobrujska celem reorganizacji. Walki Legionu (739 drużyny) zostały pochwalone w rozkazie rosyjskiego dowódcy Korpusu Grenadierów gen. Mrozowskiego, który wskazał, że ani razu nie oddał wrogowi swoich pozycji. Na skutek strat, w szeregach Legionu znajdowało się już tylko 7 oficerów i 105 szeregowców.
Był to koniec jednostek wywodzących się wprost z obu Legionów Polskich, a ich legioniści zostali wcieleni jako kadra I batalionu nowo sformowanej we wrześniu 1915 roku, staraniami dowództwa 104 Brygady Pospolitego Ruszenia (gen. Szymanowskiego), Brygady Strzelców Polskich, która jednak nie miała już tak jednoznacznie polskiego charakteru.
W powyższym okresie, polskie szwadrony kawalerii walczyły w składzie 3 Armii Imperium Rosyjskiego działającej w rej. Brześcia Litewskiego. Tutaj szwadrony zostały rozdzielone: 1 szwadron walczył w rej. Pińska, a 2 szwadron – nad Kanałem Ogińskiego. Na przełomie września i października oba szwadrony, w Barańczycach, połączono w Dywizjon Ułanów Polskich pod dowództwem rtm. Butkiewicza, przekształcony następnie w 1 Pułk Ułanów Polskich. Po bitwie i szarży tego pułku pod Krechowcami, pułk zyskał przydomek „Krechowiecki”.
Dnia 27 lipca I baon Brygady opanował okopy niemieckie w rej. Zaosia (miejsca urodzenia Adama Mickiewicza), ponosząc straty ok. 140 żołnierzy, po czym wycofany został na pozycje wyjściowe. Front zamarł na długie miesiące.

## Upamiętnienie
W Pakosławiu postawiono pomnik Legionu Puławskiego z napisem:

Pamięci Legionistów Puławskich poległych pod Pakosławiem 1915 r. w walce o niepodległość i zjednoczenie Ojczyzny.

W celu upamiętnienia Legionu Puławskiego w setną rocznicę jego powstania zorganizowano wystawę edukacyjną w Puławach w okresie 10 września – 18 listopada 2015.

## Legioniści
Dowódcy legionu

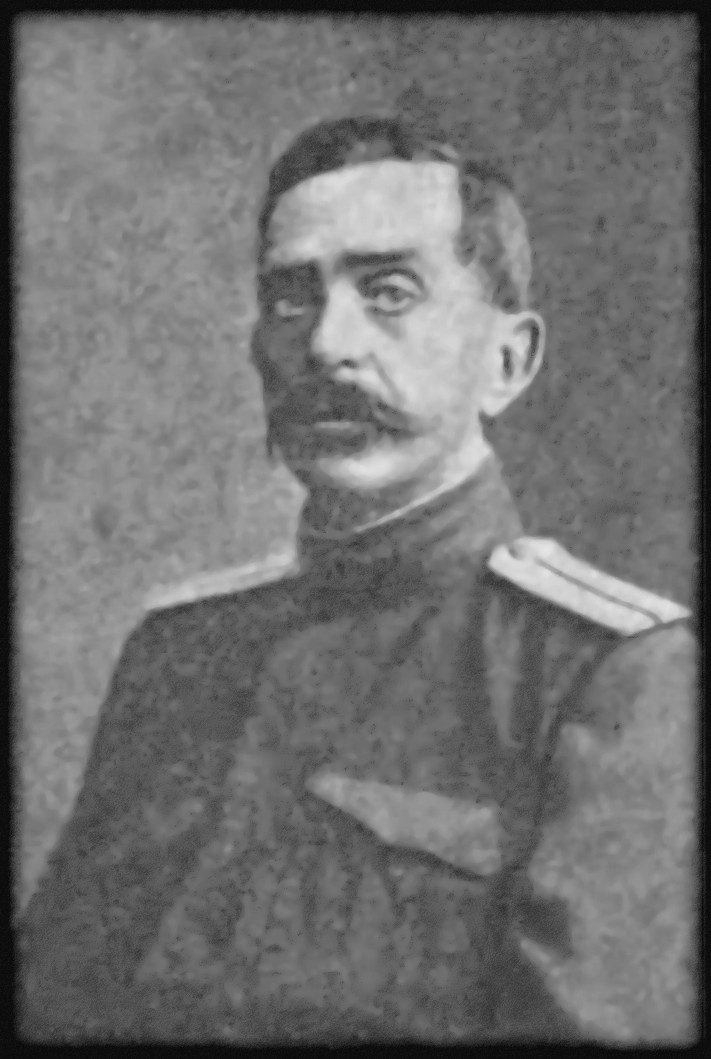
Antoni Reutt w mundurze kapitana

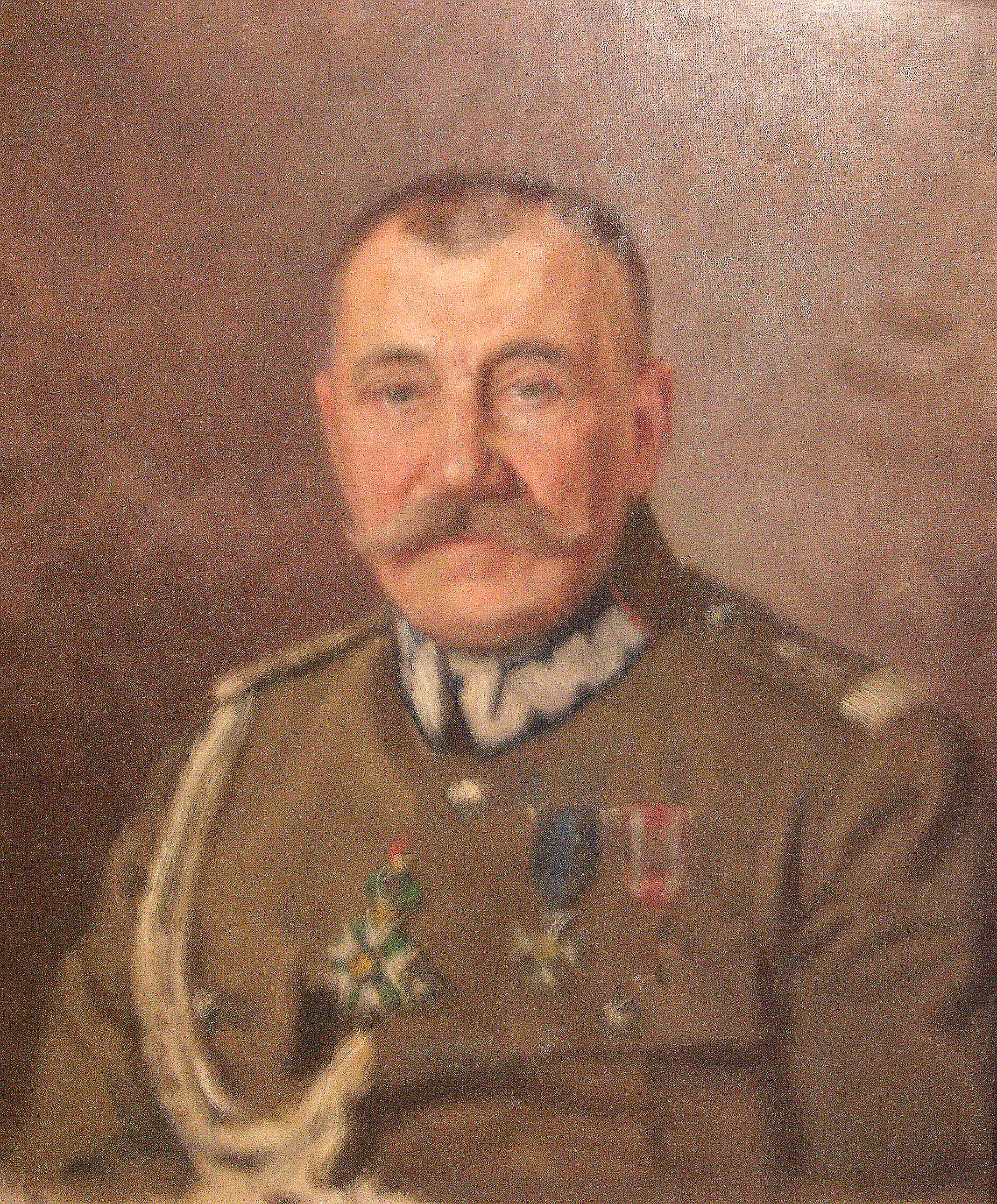
Jan Rządkowski

- ppłk Antoni Reutt (od 13 stycznia 1915)
- płk Jan Rządkowski (od 19 maja 1915)

Kawalerowie Virtuti Militari
Żołnierze Legionu Puławskiego odznaczeni 12 kwietnia 1922 Krzyżem Srebrnym Orderu Virtuti Militari:

1. mjr SG Stanisław Wecki nr 5310
2. kpt. Marian Krudowski nr 5311
3. kpt. Władysław Nawrocki nr 5312
4. kpt. Stefan Szlaszewski nr 5313
5. rtm. Edward Markiewicz nr 5314
6. por. Rafał Sołtan nr 5315
7. por. Bolesław Spława-Neyman nr 5316
8. ppor. Wacław Kotołowski nr 5317
9. ppor. Józef Kępiński nr 5318
10. kpt. Adam Trygar nr 5319
11. ś.p. kpt. Leon Sułkowski nr 5320
12. kpt. Konrad Ossowski nr 5321
13. kpt. lek. Jan Załuska nr 5322
14. kpt. Leonard Goleniewski nr 5323
15. st. szer. Zbigniew Antonowicz nr 5345
16. ułan Karol Jastrzębski nr 5355

26 czerwca 1922 ogłoszono nadanie Krzyży Walecznych żołnierzom byłego Legionu Puławskiego.
Żołnierze
- Ryszard Bolesławski
- Marceli Cerklewicz
- Aleksander Kierski
- Zdzisław Goszczyński
- Henryk Grabowski
- Jan Raczyński
- Wacław Spława-Neyman
- Jerzy Szlifirz-Karski